# Jedi’ot-Gruppe

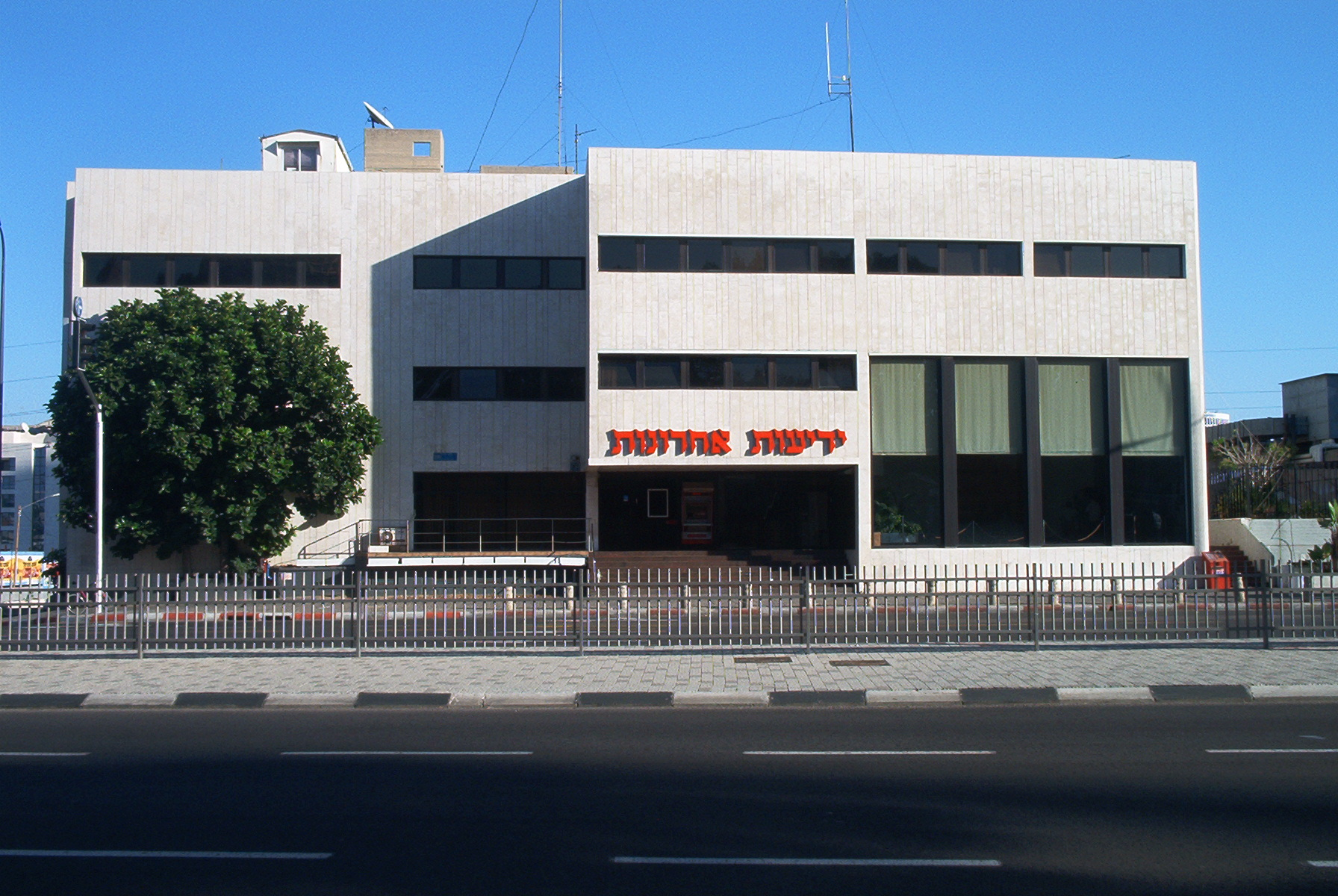
Der Sitz von Jedi’ot Acharonot in Tel Aviv

Die Jedi’ot-Gruppe (englische Schreibweise Yedioth Group oder Yedioth Media Group) ist das größte Medienunternehmen in Israel. Er befindet sich im Mehrheitsbesitz der Familien Mozes und Fishman.

## Beteiligungen
Die Gruppe hält Anteile an verschiedenen Unternehmen im Bereich Printmedien und elektronische Medien, darunter:
- Jedi’ot Acharonot, eine überregionale Boulevardzeitung, die Kernpublikation der Jedi’ot-Gruppe. Sie ist mit rund 600.000 Exemplaren (Stand 2005) die auflagenstärkste Tageszeitung des Landes und meistgelesene hebräischsprachige Zeitung überhaupt. Das 1939 von Nachum Komarov gegründete Blatt wechselte kurze Zeit später in den Besitz von Yehuda Mozes, dessen Nachfahren bis heute zu den Mehrheitsgesellschaftern der Jedi’ot-Gruppe gehören. Aufgrund der bedeutenden weiteren Medienbeteiligungen der Eigner wurde die Zeitung 1999 und erneut 1999 vom israelischen Kartellwächter als Monopol eingestuft.[2]
- Yedioth Books (auch als Yedioth Acharonoth Books oder Yedioth Publications bezeichnet), ein Buchverlag
- Kanal 2, ein 1993 gestarteter privater Fernsehsender
- Hot, ein 2003 gegründeter Kabelfernsehsender
- Yediot Tikshoret, die größte Gruppe regionaler Wochenzeitungen in Israel
- Vesti, die verbreitetste überregionale Tageszeitung in russischer Sprache in Israel, gegründet 1988[2]
- Kull al-Arab, die verbreitetste Tageszeitung in arabischer Sprache in Israel, wird auch in einigen arabischsprachigen Nachbarstaaten vertrieben. 75 % der Anteile halten arabische Geschäftsleute, 25 % die Jedi’ot-Gruppe (Stand 2006)[2]
- 24 Daqot, eine 2008 gegründete Gratiszeitung
- Kalkalist, eine 2008 gegründete werktäglich erscheinende Wirtschaftszeitung; dazu gehört das Business-Internetportal Catalyst
- über 20 Publikums-Magazine, darunter Health & Life Style, Men, Laisha
- Ynet, israelisches Nachrichtenportal
- Ynetnews, englischsprachiges Nachrichtenportal in Israel, 2005 gegründet
- Yedioth Information Technologies, die IT-Tochtergesellschaft der Gruppe

Außerdem ist die Gruppe an einigen Unternehmen außerhalb des Medienbereiches beteiligt.